# 안드레이 콘찰롭스키
안드레이 세르게예비치 미할코프 콘찰롭스키(러시아어: Андре́й Серге́евич Михалко́в Кончало́вский, 영어: Andrei Sergeyevich Mikhalkov-Konchalovsky, 1937년 8월 20일 ~ )는 러시아의 영화 감독, 영화 제작자, 영화 각본가이다. 극작가 세르게이 미할코프의 아들이자 영화감독 니키타 미할코프의 형이다.

## 출연 작품
- 호모 스페란스 (2020)
- 친애하는 동지들! (2020)
- 씬(영어판) (2019)
- 파라다이스 (2016)
- 더 포스트맨즈 화이트 나잇츠 (2014)
- 배틀 포 우크라이나 (2012)
- 소단큘라 포에버 (2010)
- 호두까기인형 3D (2009)
- 톨스토이의 마지막 인생 (2009)
- Moscow Chill (2007, Мороз по коже)
- 글로스 (2007)
- 그들 각자의 영화관 (2007)
- 겨울의 사자 헨리 2세 (2003)
- 하우스 오브 풀스 (2002)
- 오딧세이 (1997)
- 뤼미에르와 친구들 (1995)
- 리아바 나의 암탉 (1994)
- 이너 써클 (1992)
- 호머와 에디 (1989)
- 탱고와 캐쉬 (1989)
- 샤이 피플 (1987)
- 듀엣 포 원 (1987)
- 폭주 기관차 (1985)
- 마리아스 러버 (1984)
- 벚나무 쪼개기 (1982)
- 시베리에이드 (1979)
- 연인의 로맨스 (1974)
- Konets atamana (1973)
- 엉클 반야 (1970)
- 귀족들의 보금자리 (1969)
- 안드레이 루블료프 (1966)
- 아샤의 이야기 (1966)
- 첫번째 선생 (1965)
- 나는 스무살 (1964)
- 이반의 어린 시절 (1962)
- 증기기관차와 바이올린 (1961)
- 소년과 비둘기 (1961)